# Victor Buono
Charles Victor Buono (San Diego, 3 februari 1938 - Apple Valley (Californië), 1 januari 1982) was een Amerikaans acteur. Hij speelde de rol van Edwin Flagg in de film What Ever Happened to Baby Jane?. Daarnaast heeft hij in negen afleveringen de schurk Dr. Schubert gespeeld in de televisieserie Man from Atlantis en tien afleveringen als King Tut in de televisieserie Batman.
Victor Buono stierf op 43-jarige leeftijd thuis aan een hartaanval. 

## Filmografie
- The Story of Ruth (1960, niet op aftiteling)
- The Guns of Navarone (1961, niet op aftiteling)
- What Ever Happened to Baby Jane? (1962)
- 4 for Texas (1963)
- My Six Loves (1963, niet op aftiteling)
- Hush...Hush, Sweet Charlotte (1964)
- Robin and the 7 Hoods (1964)
- The Strangler (1964)
- Young Dillinger (1965)
- Memorandum for a Spy (1965)
- The Greatest Story Ever Told (1965)
- The Silencers (1966)
- Who's Minding the Mint? (1967)
- Dick Tracy (1967)
- La collina degli stivali (1969)
- Big Daddy (1969)
- Target: Harry (1969)
- Up Your Teddy Bear (1970)
- Beneath the Planet of the Apes (1970)
- Temporada salvaje (1971)
- L'uomo dagli occhi di ghiaccio (1971)
- Lo strangolatore di Vienna (1971)
- Goodnight, My Love (1972)
- The Wrath of God (1972)
- Northeast of Seoul (1972)
- Arnold (1973)
- Crime Club (1973)
- The Lie (1973)
- Moonchild (1974)
- High Risk (1976)
- Brenda Starr (1976)
- Don Carmelo il capo (1976)
- The Evil (1978)
- The Chinese Caper (1978)
- Better Late Than Never (1979)
- The Return of Mod Squad (1979)
- More Wild Wild West (1980)
- The Man with Bogart's Face (1980)
- Murder Can Hurt You! (1980)
- Katmandu (1980)
- The Flight of Dragons (1982)

## Televisieseries
- Bronco (1959, niet op aftiteling)
- 77 Sunset Strip (1960-1963)
- Thriller (1960 en 1961)
- Sea Hunt (1960 en 1961)
- Outlaws (1960)
- Checkmate (1960)
- Surfside 6 (1960)
- The Rebel (1960)
- Bourbon Street Beat (1960)
- The Untouchables (1961 en 1962)
- Hawaiian Eye (1961)
- The Detectives (1961)
- Everglades (1961)
- Target: The Corruptors (1961)
- Harrigan and Son (1961)
- Michael Shayne (1961)
- Perry Mason (1962-1966)
- The New Breed (1962)
- The Dick Powell Show (1963)
- G.E. True (1963)
- The Wild Wild West (1965, 1966 en 1967)
- Bob Hope Presents the Chrysler Theatre (1965)
- Voyage to the Bottom of the Sea (1965)
- Batman (1966-1968)
- I Spy (1966)
- The Man from U.N.C.L.E. (1966)
- Daniel Boone (1967)
- T.H.E. Cat (1967)
- The Girl from U.N.C.L.E. (1967)
- The Legend of Robin Hood (1968)
- It Takes a Thief (1969)
- Here's Lucy (1969)
- The Flying Nun (1969)
- Get Smart (1970)
- Night Gallery (1971)
- O'Hara, U.S. Treasury (1971)
- The Mod Squad (1972)
- Assignment Vienna (1972)
- The Odd Couple (1973 en 1975)
- The Snoop Sisters (1973)
- Hawaii Five-O (1973)
- Mannix (1973)
- Great Mysteries (1973)
- Benjamin Franklin (1974)
- Khan! (1975)
- Sirota's Court (1976)
- Alice (1976)
- The Tony Randall Show (1976)
- The Practice (1976)
- Ellery Queen (1976)
- Man from Atlantis (1977)
- The Hardy Boys/Nancy Drew Mysteries (1977)
- Flying High (1978)
- Supertrain (1979)
- Backstairs at the White House (1979)
- Vega$ (1980 en 1981)
- Taxi (1980)
- Fantasy Island (1980)
- Here's Boomer (1981)